# Mistrzostwa Świata FIBT 1990
Mistrzostwa Świata FIBT 1990 odbywały się w dniach 19 lutego 1990 r. w szwajcarskiej miejscowości Sankt Moritz, gdzie przeprowadzono konkurencje bobslejowe oraz w dniach 17 - 18 lutego 1990 roku w niemieckiej miejscowości Königssee, gdzie rozegrano jedną konkurencję skeletonu.

## Skeleton
- Data: 17  - 18 lutego 1990 Königssee

### Mężczyźni
| Miejsce | Sportowiec         | Narodowość        | Czas    |
| ------- | ------------------ | ----------------- | ------- |
| 1       | Michael Grünberger | Austria           | 3:22.08 |
| 2       | Andi Schmid        | Austria           | 3:22.13 |
| 3       | Gregor Stähli      | Szwajcaria        | 3:22.85 |
| 4       | Thomas Platzer     | RFN               | 3:23.33 |
| 5       | Martin Thaler      | Austria           | 3:23.35 |
| 6       | Richard Baumann    | RFN               | 3:23.43 |
| 7       | Fred Markl         | RFN               | 3:23.50 |
| 8       | Franz Plangger     | Austria           | 3:23.60 |
| 9       | Urs Vescoli        | Szwajcaria        | 3:24.10 |
| 10      | Orvie Garrett      | Stany Zjednoczone | 3:24.65 |

### Tabela medalowa
| Miejsce | Państwo    |   |   |   | Razem |
| ------- | ---------- | - | - | - | ----- |
| 1.      | Austria    | 1 | 1 | 0 | 2     |
| 2.      | Szwajcaria | 0 | 0 | 1 | 1     |

## Bobsleje

### Mężczyźni

#### Dwójki
- Data: 19 lutego 1990 r. Sankt Moritz

| Miejsce | Narodowość | Zawodnik                     | czas |
| ------- | ---------- | ---------------------------- | ---- |
| 1       | Szwajcaria | Gustav Weder Bruno Gerber    | -    |
| 2       | NRD        | Harald Czudaj Axel Lang      | -    |
| 3       | NRD        | Wolfgang Hoppe Bogdan Musiol | -    |

#### Czwórki
- Data: 19 lutego 1990 r. Sankt Moritz

| Miejsce | Narodowość | Zawodnik                                                    | czas |
| ------- | ---------- | ----------------------------------------------------------- | ---- |
| 1       | Szwajcaria | Gustav Weder Bruno Gerber Lorenz Schindelholz Curdin Morell | -    |
| 2       | NRD        | Harald Czudaj Tino Bonk Alexander Szelig Axel Jang          | -    |
| 3       | Austria    | Ingo Appelt Gerhard Redl Jürgen Mandl Harald Winkler        | -    |

## Tabela medalowa
| Miejsce | Państwo    |   |   |   | Razem |
| ------- | ---------- | - | - | - | ----- |
| 1.      | Szwajcaria | 2 | 0 | 0 | 2     |
| 2.      | NRD        | 0 | 2 | 1 | 3     |
| 3.      | Austria    | 0 | 0 | 1 | 1     |